# Volkswagen Touran
Ne doit pas être confondu avec Volkswagen Routan.
Le Volkswagen Touran est un monospace compact du constructeur automobile allemand Volkswagen, basé sur les Volkswagen Golf V, VI et VII. Sa première génération est lancée en avril 2003, avant une seconde génération en 2010,une troisième en 2015 avec un face-lift en 2023
.

## Première génération (2003-2010)

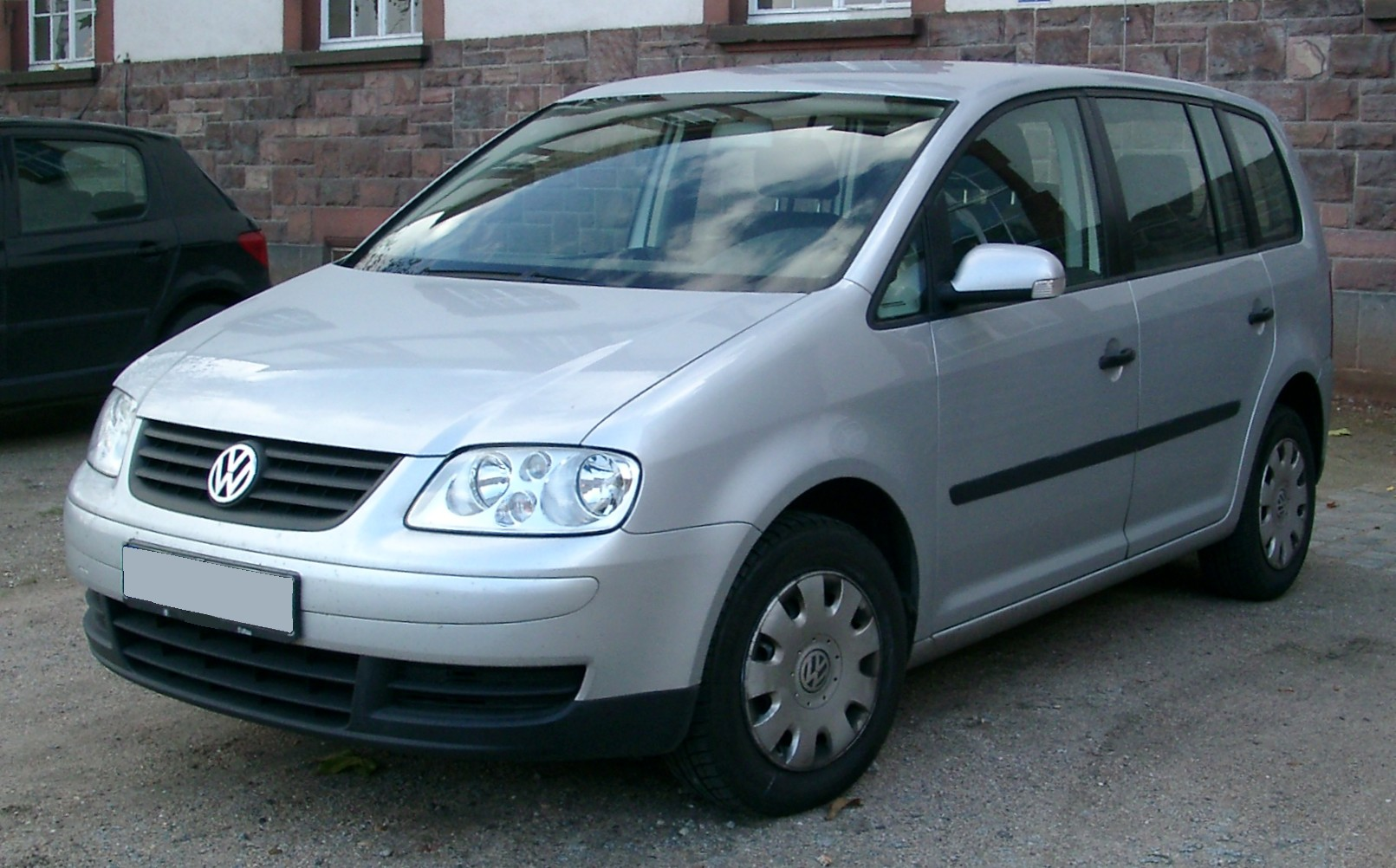
Volkswagen Touran I Phase I

Le Touran est destiné au marché européen et à quelques autres marchés. Le Touran T1 (1T1) est lancé en 2003, comme étant le premier monospace compact de la marque, alors que le segment se développe depuis plusieurs années.
À l'origine, le véhicule était livré en version 5 ou 7 places. Dans sa version 7 places, il peut être considéré comme une version allongée (200 mm plus longue) de la Golf Plus qui est une 5 places. Au Japon, la voiture est appelée d'ailleurs Golf Touran.
Le nom Touran vient de la combinaison de Tour (voyage en anglais) et de Sharan. Malgré les similitudes de leur nom, le Touran n'a rien à voir avec le Volkswagen Routan.
Le Touran subit un premier restylage en 2007 : les phares, la calandre et les feux sont redessinés. La planche de bord évolue peu.

### Motorisations

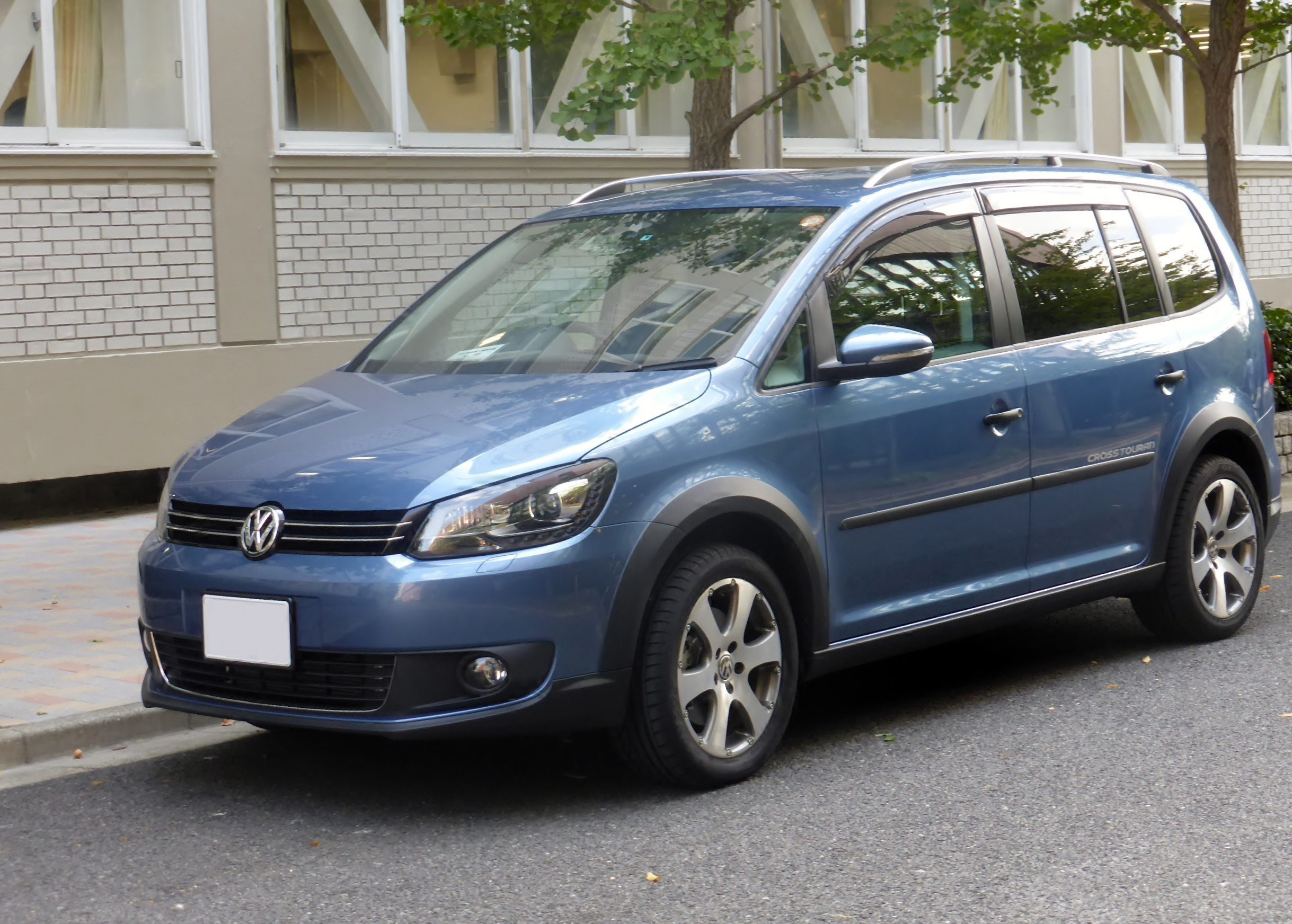
Volkswagen CrossTouran

| Modèle      | Type    | Années    | Code moteur     | Cylindrée | Puissance                      | Couple                       |
| ----------- | ------- | --------- | --------------- | --------- | ------------------------------ | ---------------------------- |
| 1.2 TSI     | Essence | 2010      | CBZB            | 1 197 cm3 | 77 kW (105 ch) à 5 000 tr/min  | 175 N m à 1 550-4 100 tr/min |
| 1.4 TSI     | Essence | 2006–2010 | BMY/CAVC        | 1 390 cm3 | 103 kW (140 ch) à 5 600 tr/min | 220 N m à 1 250–4 000 tr/min |
| 1.4 TSI     | Essence | 2007–2010 | BLG/CAVB        | 1 390 cm3 | 125 kW (170 ch) à 6 000 tr/min | 240 N m à 1 500–4 500 tr/min |
| 1.6         | Essence | 2003–2010 | BGU/BSE/BSF     | 1 595 cm3 | 75 kW (102 ch) à 5 600 tr/min  | 148 N m à 3 800 tr/min       |
| 1.6 FSI     | Essence | 2003–2006 | BAG/BLF/BLP     | 1 598 cm3 | 85 kW (116 ch) à 6 000 tr/min  | 155 N m à 4 000 tr/min       |
| 2.0 FSI     | Essence | 2003–2006 | AXW/BLR/BLX/BVY | 1 984 cm3 | 110 kW (150 ch) à 6 000 tr/min | 200 N m à 3 500 tr/min       |
| 2.0 EcoFuel | Essence | 2006–2009 | BSX             | 1 984 cm3 | 80 kW (109 ch) à 5 400 tr/min  | 160 N m à 3 500 tr/min       |
| 1.9 TDI     | Diesel  | 2004–2010 | BRU/BXF/BXJ     | 1 896 cm3 | 66 kW (90 ch) à 4 000 tr/min   | 210 N m à 1 800–2 500 tr/min |
| 1.9 TDI     | Diesel  | 2003–2004 | AVQ             | 1 896 cm3 | 74 kW (101 ch) à 4 000 tr/min  | 250 N m à 1 900 tr/min       |
| 1.9 TDI     | Diesel  | 2004–2010 | BJB/BKC/BXE/BLS | 1 896 cm3 | 77 kW (105 ch) à 4 000 tr/min  | 250 N m à 1 900 tr/min       |
| 2.0 TDI     | Diesel  | 2003–2004 | AZV             | 1 968 cm3 | 100 kW (136 ch) à 4 000 tr/min | 320 N m à 1 750–2 500 tr/min |
| 2.0 TDI     | Diesel  | 2004–2010 | BKD             | 1 968 cm3 | 103 kW (140 ch) à 4 000 tr/min | 320 N m à 1 750–2 500 tr/min |
| 2.0 TDI FAP | Diesel  | 2005–2010 | BMM             | 1 968 cm3 | 103 kW (140 ch) à 4 000 tr/min | 320 N m à 1 750–2 500 tr/min |
| 2.0 TDI FAP | Diesel  | 2005–2010 | BMN             | 1 968 cm3 | 125 kW (170 ch) à 4 200 tr/min | 350 N m à 1 750–2 500 tr/min |

### Finitions

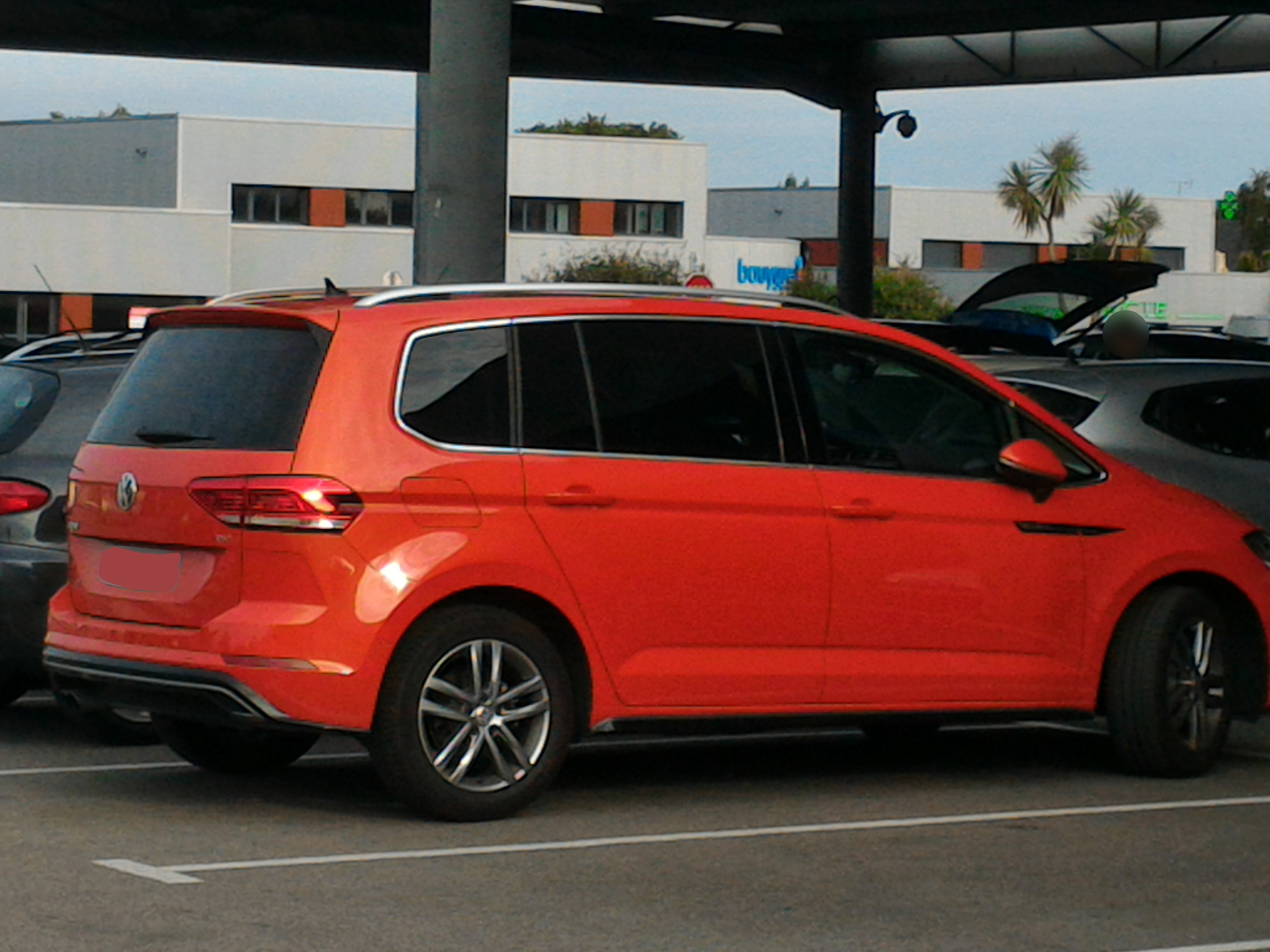
Volkswagen Touran 3 avec le pack R-Line

- Trendline
- Miami
- Match
- Confort (Confortline)
- Sport (Sportline)
- Carat

## Seconde génération (2010-2015)
Le Touran II, sorti fin 2010, n'est pas une révolution mais une profonde évolution du précédent opus.

### Motorisations
| Modèle          | Type    | Années    | Code moteur | Cylindrée | Puissance                      | Couple                       |
| --------------- | ------- | --------- | ----------- | --------- | ------------------------------ | ---------------------------- |
| 1.2 TSI         | Essence | 2010–2015 | CBZB        | 1 197 cm3 | 77 kW (105 ch) à 5 000 tr/min  | 175 N m à 1 550-4 100 tr/min |
| 1.4 TSI         | Essence | 2009–2015 | BLG/CAVB    | 1 390 cm3 | 125 kW (170 ch) à 6 000 tr/min | 240 N m à 1 500–4 500 tr/min |
| 1.4 TSI EcoFuel | Essence | 2009–2015 | CDGA        | 1 390 cm3 | 110 kW (150 ch) à 5 500 tr/min | 220 N m à 1 500–4 500 tr/min |
| 1.6             | Essence | 2009–2010 | BGU/BSE/BSF | 1 595 cm3 | 75 kW (102 ch) à 5 600 tr/min  | 148 N m à 3 800 tr/min       |
| 1.6 TDI         | Diesel  | 2010–2015 | CAYB        | 1 598 cm3 | 66 kW (90 ch) à 4 200 tr/min   | 230 N m à 1 500–2 500 tr/min |
| 1.6 TDI         | Diesel  | 2010–2015 | CAYC        | 1 598 cm3 | 77 kW (105 ch) à 4 400 tr/min  | 250 N m à 1 500–2 500 tr/min |
| 1.9 TDI         | Diesel  | 2009–2010 | BRU/BXF/BXJ | 1 896 cm3 | 66 kW (90 ch) à 4 000 tr/min   | 210 N m à 1 800–2 500 tr/min |
| 2.0 TDI FAP     | Diesel  | 2010–2015 | CBAB        | 1 968 cm3 | 103 kW (140 ch) à 4 200 tr/min | 320 N m à 1 750–2 500 tr/min |
| 2.0 TDI FAP     | Diesel  | 2012–2015 | CFJB        | 1 968 cm3 | 130 kW (177 ch) à 4 200 tr/min | 380 N m à 1 750–2 500 tr/min |

## Troisième génération (2015-)
Le troisième opus, dévoilé au salon international de l'automobile de Genève 2015, est sorti en septembre 2015 et repose sur la plateforme technique modulaire MQB,.
Le Touran s'allonge de 12 cm. L'empattement de 11 cm pour offrir plus d'espace à bord, en version 5 places comme en 7 places. Le volume de coffre est également en hausse de 48 litres pour atteindre 1040 litres. La plateforme MQB génère une perte de poids, annoncée à 62 kg.
La position de conduite est plus haute grâce à un plancher surélevé par rapport à la précédente génération.
En équipements, le monospace s'enrichit du régulateur adaptatif, du système de freinage anti-collision, de l'assistant de sortie de stationnement et de manœuvre avec remorque. Dans l'habitacle, une nouvelle planche de bord et des systèmes d'infotaiN ment avec MirrorLink, Android Auto et Apple CarPlay.

### Motorisations
| Modèle      | Type    | Années          | Code moteur | Cylindrée | Puissance       | Couple  |
| ----------- | ------- | --------------- | ----------- | --------- | --------------- | ------- |
| 1.0 TSI OPF | Essence | 01/2019–07/2019 |             | 999 cm3   | 85 kW (115 ch)  | 190 N m |
| 1.2 TSI     | Essence | 05/2015–08/2018 | CYVB        | 1 197 cm3 | 81 kW (110 ch)  | 175 N m |
| 1.4 TSI     | Essence | 05/2015–08/2018 | CZDA/CZEA   | 1 395 cm3 | 110 kW (150 ch) | 250 N m |
| 1.5 TSI OPF | Essence | 11/2018-        |             | 1 498 cm3 | 110 kW (150 ch) | 250 N m |
| 1.8 TSI     | Essence | 02/2016–05/2018 | CJSA        | 1 798 cm3 | 132 kW (180 ch) | 250 N m |
| 1.6 TDI     | Diesel  | 05/2015–04/2016 | CRKB        | 1 598 cm3 | 81 kW (110 ch)  | 250 N m |
| 1.6 TDI     | Diesel  | 05/2015–08/2019 |             | 1 598 cm3 | 85 kW (115 ch)  | 250 N m |
| 2.0 TDI     | Diesel  | 08/2019-        |             | 1 968 cm3 | 85 kW (115 ch)  | 250 N m |
| 2.0 TDI BMT | Diesel  | 05/2015–08/2018 | CRLB        | 1 968 cm3 | 110 kW (150 ch) | 340 N m |
| 2.0 TDI     | Diesel  | 11/2018-        |             | 1 968 cm3 | 110 kW (150 ch) | 340 N m |
| 2.0 TDI BMT | Diesel  | 02/2016–08/2018 | DDAA        | 1 968 cm3 | 140 kW (190 ch) | 400 N m |
| 2.0 TDI     | Diesel  | 01/2019–07/2019 |             | 1 968 cm3 | 140 kW (190 ch) | 400 N m |

### Finitions
- Trendline
- Confortline
- Conceptline
- Lounge
- United
- Lounge Business
- Carat
- R-Line

#### Séries spéciales
- Sound
- Connect
- IQ Drive

### Grille tarifaire
|                  | Life Plus | Style    |
| ---------------- | --------- | -------- |
| 1.5 TSI 150 BVM6 | 37 900 €  | -        |
| 1.5 TSI 150 DSG7 | 39 900 €  | 43 600 € |
| 2.0 TDI 122 BVM6 | 40 100 €  | -        |
| 2.0 TDI 150 DSG7 | 43 800 €  | 47 500 € |